# 翁杰明
翁杰明（1963年5月—），男，汉族，上海人，中华人民共和国政治人物。福建师范大学中文系汉语言文学专业毕业，中国社会科学院研究生院新闻系新闻业务与行政管理专业硕士研究生毕业，河北大学中文系中国古代文学专业文学博士学位。现任十四届全国人大常委、财政经济委员会副主任委员，中华全国总工会副主席（兼）。曾任中共河南省委常委、常务副省长，国务院国有资产监督管理委员会副主任等职。第十一届全国政协委员，第十三届、十四届全国人大代表。

## 生平
1979年9月，16岁的翁杰明在福建师范大学中文系汉语言文学专业学习，1983年8月获文学学士学位。毕业后即参加工作，任福州市二十一中学教师。1985年9月，进入中国社会科学院研究生院新闻系新闻业务与行政管理专业硕士研究生学习，获法学硕士学位。1986年6月加入中国共产党。1987年7月毕业后在中国社会科学院团委和党委系统任职，历任团委专职干部、副书记、书记，机关党委青年工作处处长、党办宣传处处长、青年社会科学研究中心主任，党委副书记兼纪委书记等职务。

### 任职重庆
1997年10月，34岁的翁杰明任中共重庆市委宣传部副部长，1998年9月兼任市精神文明建设委员会办公室主任。2002年12月，任中共重庆市万盛区委书记。2004年5月，任中共重庆市沙坪坝区委书记。2007年5月，升任中共重庆市委常委，晋升副部级，6月兼任市委统战部部长。2008年，当选第十一届全国政协委员，代表特别邀请人士，分入第五十七组。2010年6月，转任重庆两江新区党工委书记、管委会主任。2011年12月，转任重庆市委秘书长，市直机关工委书记。2013年5月，转任重庆市人民政府常务副市长。

### 调往河南
2016年10月，在重庆工作19年后，翁杰明任中共河南省委常委，河南省人民政府党组副书记。11月18日，任河南省常务副省长。2018年2月24日，当选为第十三届全国人大代表。

### 国家机关
2018年3月，调任国务院国有资产监督管理委员会副主任、党委委员。2018年6月1日，辞去河南省副省长职务。2018年10月25日，中华全国总工会第十七届执行委员会召开第一次全体会议，选举全总十七届执委会主席、副主席和主席团委员，他当选为全总副主席。2023年3月，当选为第十四届全国人民代表大会财政经济委员会副主任委员。2023年5月30日，不再担任国务院国有资产监督管理委员会副主任职务。